# Tratado de Gandamak
El Tratado de Gandamak (en persa: معاهده گندمک,‎, en pastún: د گندمک تړون‎) puso fin oficialmente a la primera fase de la segunda guerra anglo-afgana con una victoria afgana. Mohammad Yaqub Khan cedió a Gran Bretaña algunas zonas fronterizas, así como el control de Afganistán sobre sus asuntos exteriores.
Fue firmado el 26 de mayo de 1879 por el Rey Mohammad Yaqub Khan de Afganistán y Sir Louis Cavagnari, del gobierno británico de la India, en un campamento del ejército británico cerca del pueblo de Gandamak, a unos 110 kilómetros al este de Kabul. El tratado fue ratificado por Lord Edward Robert Bulwer Lytton, virrey de la India, el 30 de mayo de 1879.
La mayoría de los escritos históricos consideran el Tratado de Gandamak como el preludio de la segunda fase de la segunda guerra anglo-afgana, 1879-1880. Como resultado de la victoria británica en la Batalla de Kandahar en 1880, el tratado fue reafirmado y los británicos nombraron a Abdur Rahman Khan, un poderoso oponente de los británicos como emir de Afganistán.

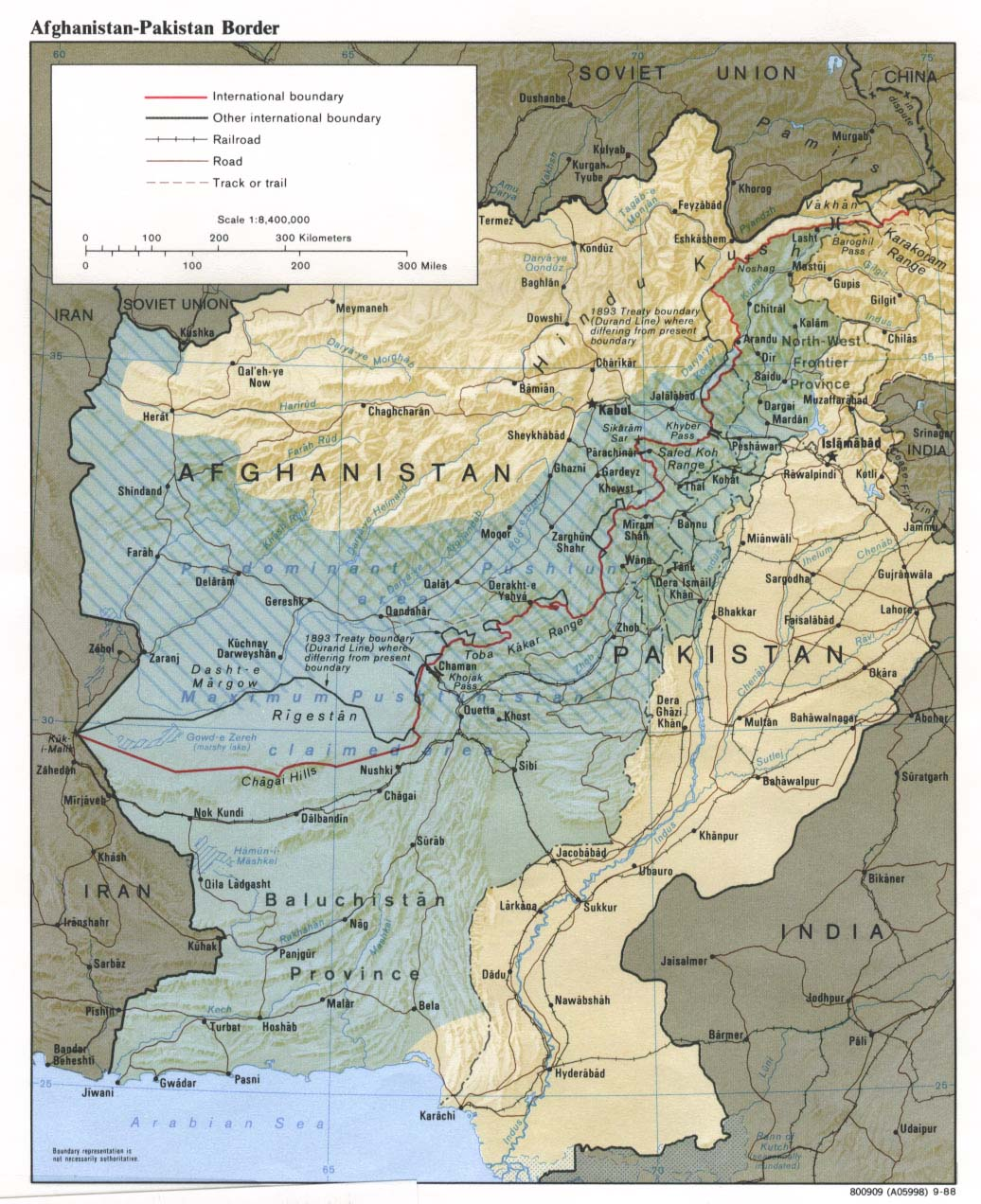
La Línea Durand (en rojo y negro (en mapa arriba) forma la frontera entre Afganistán y el Raj británico

## Antecedentes
El 22 de julio de 1878, una delegación rusa llegó a Kabul sin la invitación explícita del Emir Sher Ali Khan. A principios de agosto de 1878, para contrarrestar la iniciativa rusa, los británicos informaron al Emir que debía recibir una misión especial que incluyera a miembros de otros estados europeos "con todos los honores dignos".
A la misión se le negó la entrada a Afganistán en un puesto militar comandado por Ali Masjid en el paso de Khyber el 21 de septiembre. En represalia, el gobierno británico de la India emitió un ultimátum según el cual, antes del 20 de noviembre de 1878, el emir debía disculparse por el descaro y proporcionar una explicación satisfactoria. La respuesta de Sher Ali del 19 de noviembre de 1878, retrasada por la muerte de su propio hijo y heredero aparente el 17 de agosto, no llegó al virrey hasta el 30 de noviembre y carecía de disculpas.
El 21 de noviembre, el Raj británico declaró la guerra a Afganistán, ocupó el valle de Korram y el paso de Paywar, y desplazó sus fuerzas armadas a través del paso de Khyber y Quetta hacia Jalalabad y Kandahar, respectivamente. Incapaz de ofrecer una resistencia militar eficaz, el 23 de diciembre de 1878, el emir abandonó Kabul para dirigirse a Turquestán, con la intención de buscar ayuda rusa para la defensa de sus dominios. Sher Ali murió el 21 de febrero de 1879 cerca de Balj y su hijo, Mohammad Yaqub Khan, se declaró emir de Afganistán. El 26 de mayo de 1879, después de una correspondencia preliminar con Sir Cavagnari antes de la retirada británica de la mayoría de los territorios afganos ocupados, se aceptó la solicitud de permiso de Muhammad Yaqub para visitar el campamento militar británico, por lo que procedió allí a firmar el Tratado de Gandamak, considerado uno de los la más humillante jamás aceptada por un gobernante afgano, esencialmente convirtiendo al emir afgano en un feudatario de la Corona británica.

## Tratado
"Su Alteza el Emir de Afganistán y sus dependencias se compromete, al canjear las ratificaciones de este Tratado, a publicar una amnistía total y completa, absolviendo a todos sus súbditos de cualquier responsabilidad por las relaciones con las fuerzas británicas durante la guerra, y a garantizar y proteger a todas las personas, sea cual sea su grado, de cualquier castigo o abuso por ese motivo. Su Alteza el Emir de Afganistán y sus dependencias se compromete a conducir sus relaciones con Estados extranjeros de acuerdo con los consejos y deseos del Gobierno británico. Su Alteza el Emir no entrará en compromisos con Estados extranjeros y no tomará las armas contra ningún Estado extranjero, excepto con el consentimiento del Gobierno británico. En estas condiciones, el Gobierno británico apoyará al Emir contra cualquier agresión extranjera con dinero, armas o tropas, que se emplearán de la forma que el Gobierno británico considere mejor para este fin. Si en cualquier momento las tropas británicas entran en Afganistán con el fin de repeler una agresión extranjera, regresarán a sus posiciones en territorio británico tan pronto como se haya cumplido el objetivo por el que entraron". Primera sección del tratado

Según las disposiciones del tratado, el emir cedió el control de la política de relaciones exteriores afgana y permitió que una misión británica, con miembros europeos, residiera en Kabul. La jurisdicción sobre los valles de Korram y Pishin, el distrito de Sibi y el paso de Khybar fueron transferidos a los británicos. El tratado preveía mayores contactos comerciales y el establecimiento de una línea telegráfica entre Kabul y la India británica. Mohammad Yaqub Khan iba a conceder una amnistía a todos aquellos que habían colaborado con las fuerzas de ocupación británicas.
La Misión Británica encabezada por Cavagnari llegó a Kabul el 24 de julio de 1879, pero menos de dos meses después Cavagnari y todos los miembros de su Misión fueron masacrados cuando el 3 de septiembre de 1879 un regimiento descontento del ejército del Emir de Herat irrumpió en el recinto de la misión.
La masacre preparó el escenario para otra invasión británica de Afganistán y la expulsión de Mohammad Yaqub Khan a la India. Culminó con el nombramiento británico de Abdur Rahman Khan (gobernó el 22 de julio de 1880 - el 1 de octubre de 1901), primo patrilateral de Yaqub, como emir de Afganistán. Abdur Rahman aceptó las disposiciones del Tratado de Gandamak, con la modificación de que el agente británico y su personal en Kabul serían clasificados como musulmanes indios.